# Quartier Laval
Quartier Laval est un centre commercial extérieur situé au 1350, boulevard Le Corbusier, à Laval au Québec. Il est tout près d'autres centres commerciaux, tels le Centre Laval, les Galeries Laval et le Carrefour Laval, et à proximité de la station de métro Montmorency.
Il est administré par 20 VIC Management Inc., une entreprise créée en 1995 qui gère, en 2014, quelque 34 centres commerciaux et 13 édifices à bureau au Canada, depuis Toronto et Ottawa,.
Il comprend deux bâtiments, le premier ayant été construit en 2007, le second en 2008, par Broccolini.

## Magasins
- Winners
- Home Depot
- Indigo
- JYSK
- Roche Bobois
- Canadian Tire
- Dollarama
- Sears Décor

et plusieurs autres